# Souffleur (théâtre)
Pour les articles homonymes, voir Souffleur.

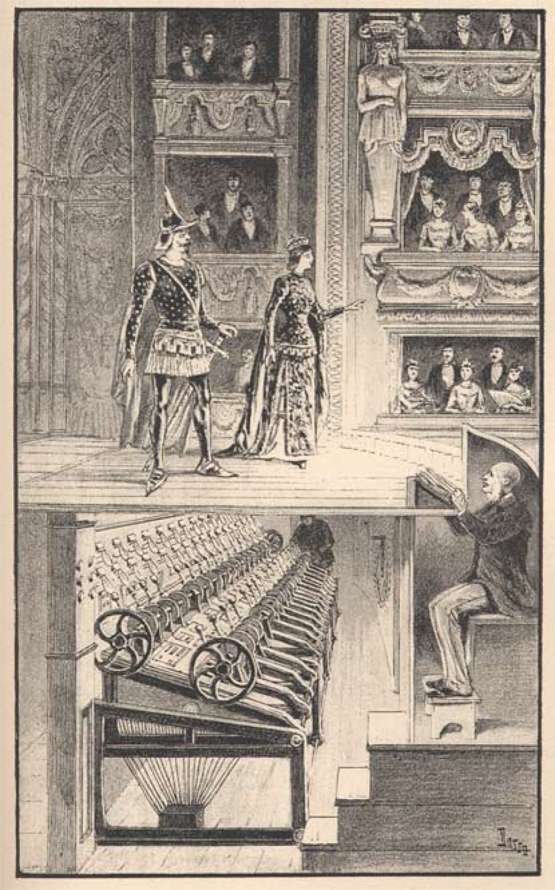
Souffleur au XVIIIe siècle.

Un souffleur est une personne qui, au théâtre, souffle leur texte aux acteurs ayant un trou de mémoire.
Il est souvent caché sous la scène et communique avec l'acteur par l'intermédiaire d'une petite trappe située non loin de ce dernier.
Aujourd'hui, le souffleur existe toujours sous une forme modernisée : il s'agit d'un régisseur assistant qui communique avec les acteurs par l'intermédiaire d'une oreillette.